# Schwenckia novaveneciana
Schwenckia novaveneciana é uma espécie de planta do gênero Schwenckia e da família Solanaceae.  Ocorre na região de Nova Venécia, no Espírito Santo, e corre risco de extinção pela degradação do habitat e desmatamento. 

## Taxonomia
A espécie foi descrita em 1978 por Lucia d'Avila Freire de Carvalho. 

## Forma de vida
É uma espécie terrícola e arbustiva. 

## Descrição
| Caule     | Caule                                  |
| --------- | -------------------------------------- |
| indumento | glabrescente                           |
| tipo      | não volúvel                            |
| Folha     |                                        |
| lâmina    | lanceolada/ovado lanceado              |
| base      | cuneada/arredondada                    |
| Flor      |                                        |
| corola    | menor que 15 milímetros de comprimento |

## Conservação
A espécie faz parte da Lista Vermelha das espécies ameaçadas do estado do Espírito Santo, no sudeste do Brasil. A lista foi publicada em 13 de junho de 2005 por intermédio do decreto estadual nº 1.499-R. 

## Distribuição
A espécie é encontrada nos estados brasileiros de Bahia, Espírito Santo e Minas Gerais. 
A espécie é encontrada no domínio fitogeográfico de Mata Atlântica, em regiões com vegetação de áreas antrópicas, floresta estacional semidecidual, floresta ombrófila pluvial e vegetação sobre afloramentos rochosos.